# Wellington Phoenix Football Club
El Wellington Phoenix Football Club es una franquicia de fútbol situada en la ciudad de Wellington, capital de Nueva Zelanda. Participa en la A-League de Australia desde su fundación en 2007 tras reemplazar a los New Zealand Knights, que hasta ese entonces había sido el único club neozelandés en jugar en la primera división australiana.
Hasta el 2024 era el único club del mundo que integraba una liga que no es de la confederación a la cual pertenece la asociación de su país, ya que en 2024 se fundó el Auckland Football Club también de Nueva Zelanda. La Asociación de Fútbol de Nueva Zelanda pertenece a la Confederación de Oceanía, mientras que la Federación de Australia es miembro, desde 2006, de la Confederación Asiática. A pesar de contar con una liga propia, la ISPS Handa Premiership, ésta es semiprofesional y la única posibilidad de tener un equipo completamente profesional para Nueva Zelanda es otorgada por Australia.
Ha clasificado en cuatro ocasiones a los playoffs. En la temporada 2009-10 alcanzó la final preliminar, su mejor resultado en la fase final, en la que cayó ante el Sydney; mientras que en 2011 perdió contra el Adelaide United en la primera ronda, en la A-League 2011-12 fue derrotado por el Perth Glory en segunda fase, mientras que en 2015 lo batió el Melbourne City. En contraste, los Nix han ocupado la última colocación en la fase regular dos veces, en 2007-08 y 2012-13.

## Historia

### Antecedentes
En 1999 el Football Kingz de Auckland, recién fundado, ingresó en la National Soccer League, que por ese entonces era la primera división de Australia. Fue el primer equipo de fútbol profesional de Nueva Zelanda ya que los clubes que participaban en la liga neozelandesa eran amateurs.
Con la creación de la A-League en 2005, el elenco pasó a ser una franquicia, como todos los equipos participantes, y tomó el nombre de New Zealand Knights. Ya desde las últimas temporadas de la NSL el club de Auckland ocupaba el fondo de la tabla de posiciones y en la primera temporada del nuevo campeonato terminó último con tan solo una victoria y tres empates en 21 partidos. Por lo tanto, la Federación de Fútbol de Australia revocó la licencia del único equipo neozelandés, aunque le dio un cupo provisional para el torneo 2006-07 hasta que el reemplazante fuera formado.

### Fundación

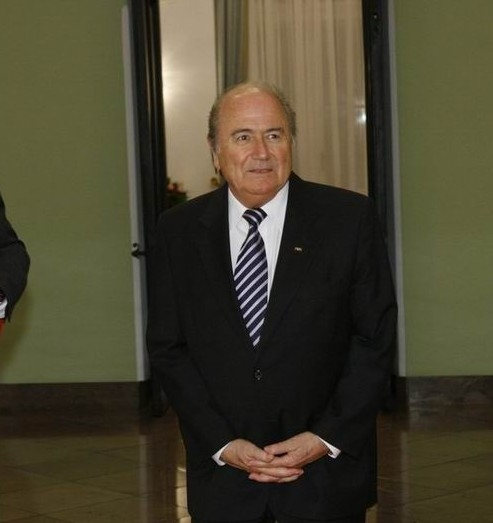
El suizo Joseph Blatter, presidente de la FIFA, defendió la participación del Wellington Phoenix en la liga australiana.

Aunque la FFA quería transferir la licencia a la Asociación de Fútbol de Nueva Zelanda, la Tropical Football Australia, una de las asociaciones regionales que compone a la federación australiana, mostró su interés en ocupar el lugar vacante proponiendo una nueva franquicia ubicada en Townsville. Finalmente, la Federación de Fútbol de Australia confirmó el 19 de marzo de 2007 la franquicia localizada en Wellington. Al poco tiempo se presentó una lista con más de 250 nombres para que uno fuera seleccionado entre los lectores de The Dominion Post. Wellington Phoenix fue finalmente el escogido entre los seis preseleccionados finales que también incluían FC Wellington, Wellington Wasps, Wellington Centurions, Wellington Thunder y Wellington Crew.
Pero desde un principio la confederación asiática expresó su rechazo hacia el hecho de que un club ubicado en Nueva Zelanda, miembro de la OFC, jugara en la liga australiana, desde 2006 adscrita a la AFC. Incluso se amenazó con que todos los equipos estuvieran situados en territorio australiano para 2011, año en que vencía la licencia del Phoenix, o ningún elenco de la A-League podría clasificar a la Liga de Campeones de Asia. Aun así, Joseph Blatter, presidente de la FIFA, explicó que una confederación continental no podía interferir en el asunto de que un club juegue en una liga de otra asociación, sino que era un problema del Comité Ejecutivo de la FIFA y que el Wellington Phoenix tenía la «bendición» del máximo organismo futbolístico mundial. Aunque todos los clubes australianos pueden disputar el torneo continental asiático, los Nix son inelegibles para dicho campeonato y para su par oceánico.

### Debut y desilusión en la A-League

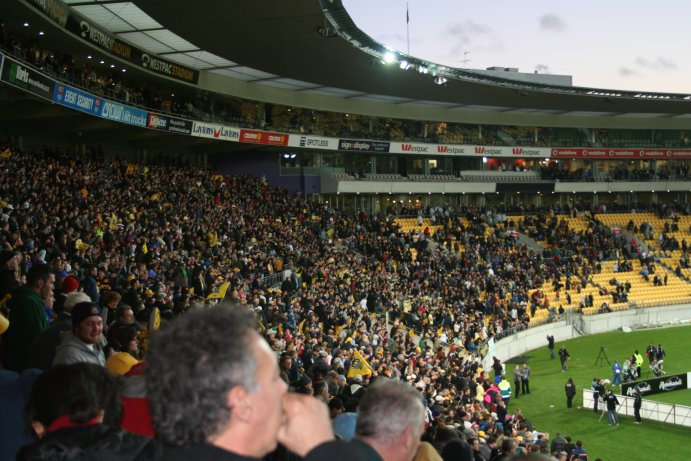
El Westpac Stadium durante el primer partido oficial de los Nix.

Ricki Herbert, último entrenador del New Zealand Knights y en ese entonces también seleccionador nacional de Nueva Zelanda, fue designado como técnico del club para la primera temporada, la 2007-08. Con un plantel que contenía una gran cantidad de australianos y cuatro jugadores brasileños, el Wellington Phoenix disputó su primer partido oficial el 26 de agosto de 2007 ante el Melbourne Victory en el Westpac Stadium de Wellington ante 14 421 espectadores. El partido lo comenzó ganando el Victory por 2-0 pero los Nix lo igualarían con goles de Daniel y Smeltz. La primera victoria del club llegó en la fecha 4 ante el Sydney mientras que el primer triunfo de local recién en la jornada 6 cuando goleó por 4-1 al Perth Glory con tantos de Aloisi, Smeltz, Coveny y Lochhead. Pero a ese partido lo prosiguieron cuatro derrotas consecutivas y ya el elenco neozelandés se encontraba en la penúltima posición. En toda la temporada el Phoenix no pudo conseguir dos victorias consecutivas y terminó en la última colocación con 20 puntos, la misma cantidad que el Perth Glory, que tuvo una mejor diferencia de goles.

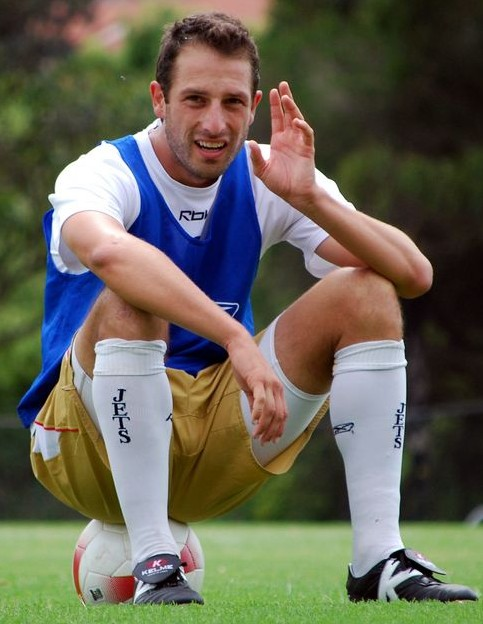
En la temporada 2008-09, Andrew Durante se convirtió en el capitán del Wellington Phoenix.

Ya con mayor presencia neozelandesa en la plantilla y con algunas contrataciones como Andrew Durante, campeón de la A-League 2007-08 con el Newcastle United Jets, Troy Hearfield, internacional con las selecciones Sub-20 y Sub-23 australianas y Leo Bertos, el elenco wellingtoniano mejoró sus actuaciones pero no le bastó para clasificar a los playoffs en la edición 2008-09 del campeonato australiano. No pudo obtener una victoria sino hasta la fecha 6 en donde venció al Sydney y luego de una serie de tres partidos ganados seguidos sufrió una derrota por 6-1 a manos del Adelaide United en la jornada 14, que logró ser el subcampeón de la competición. El club tuvo una ligera recuperación pero no alcanzó los playoffs luego de quedar a dos puntos del cuarto, el Central Coast Mariners, y finalizó sexto. Shane Smeltz se erigió como goleador del torneo con 12 tantos.

### La primera clasificación a los playoffs
Para la liga 2009-10, aunque Vaughan Coveny, Shane Smeltz y Glen Moss, entre otros, dejaron el equipo, el Wellington Phoenix contrató a Paul Ifill, proveniente del Crystal Palace; Chris Greenacre, Adrián Cáceres y como gran promesa a Marco Rojas. Pero luego de llegar a la quinta jornada con solo cuatro puntos, el elenco arrastró una serie de seis empates consecutivos y se encontraba octavo de diez equipos en la tabla de posiciones. Luego de eso, en la fecha 11, los Nix batieron por 6-0 al Gold Coast United y desde allí sumaron la suficiente cantidad de puntos como para clasificar a los playoffs por primera vez en su historia. El Wellington terminó cuarto con 40 puntos en 27 partidos. En la primera ronda le ganó al Perth Glory 4-2 en los penales luego de igualar 1-1 en tiempo reglamentario, en la semifinal menor derrotó al Newcastle United Jets en tiempo extra 4-2, para terminar cayendo ante el Sydney por un marcador de 4-2, que logró clasificar a la final y ganarla por penales.

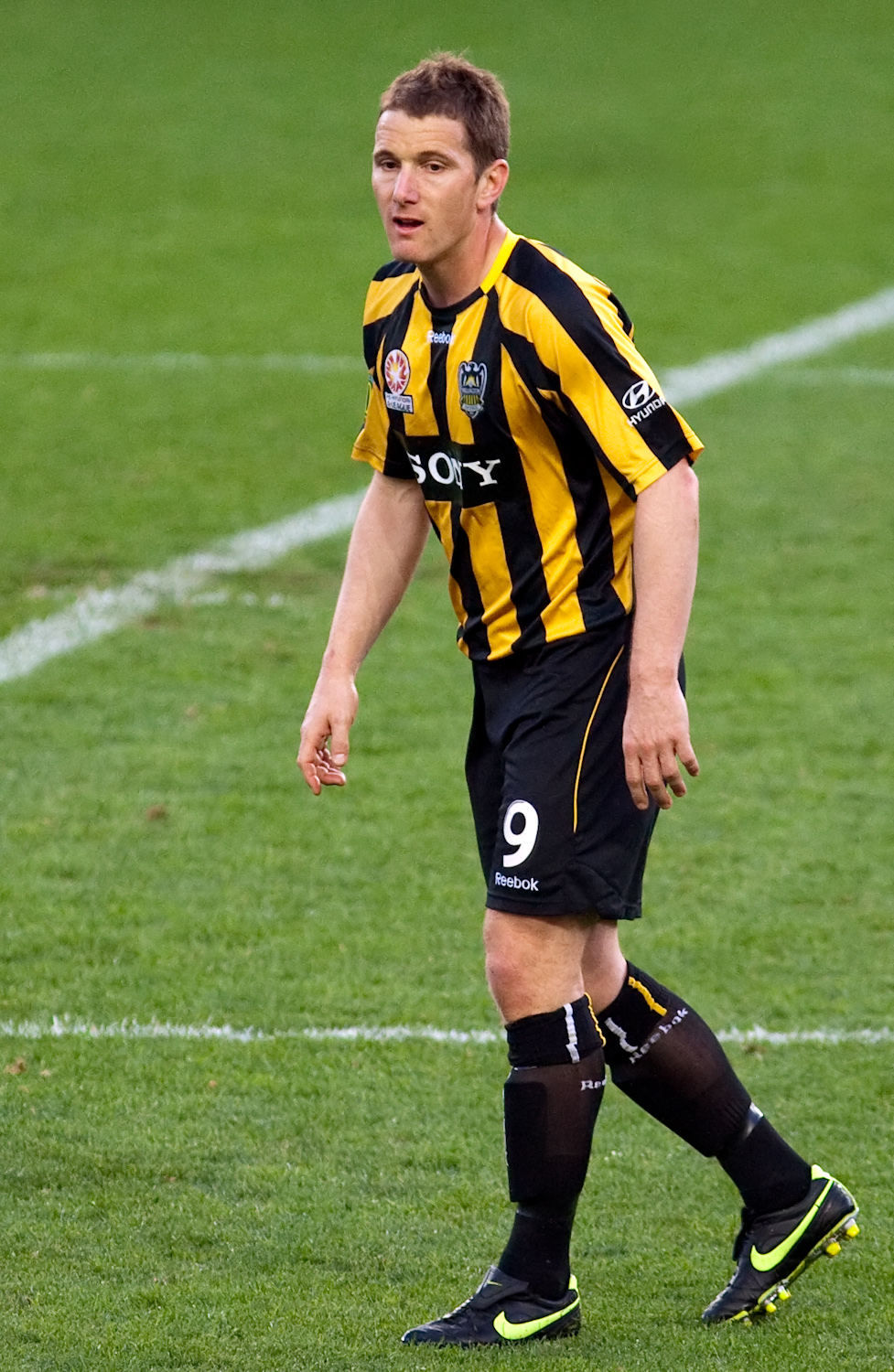
El inglés Chris Greenacre formó parte del Phoenix durante los años más exitosos del club hasta convertirse en asistente del entrenador Ricki Herbert en 2012.

Más allá de que la base del equipo del torneo anterior se mantuvo, la ida de Jon McKain y Kosta Barbarouses fueron bajas importantes para el club en su armado del torneo 2010-11. El Wellington Phoenix comenzó la liga con un empate 3-3 ante el Gold Coast United, y durante todo el transcurso del torneo mantuvo una irregularidad que tuvo como puntos más altos las goleadas 4-0 al Newcastle United Jets y al Perth Glory en las fechas 21 y 25 respectivamente, y como más bajos las derrotas por 3-0 a manos del Adelaide United y 4-1 ante el Brisbane Roar en las jornadas 11 y 12. Aun así, los Nix cosecharon 41 puntos en 30 encuentros y clasificaron a los playoffs, pero en primera ronda perdieron 1-0 ante el Adelaide y quedaron eliminados de sus aspiraciones al título.
En la quinta temporada del Phoenix, una de las principales transferencias involucró a Marco Rojas, que dejó el club para incorporarse al Melbourne Victory. El elenco tuvo un comienzo dificultoso, para la fecha 7 había sumado solo seis puntos y ocupaba la penúltima posición. Desde allí comenzó una levantada con hasta una racha de cuatro victorias consecutivas entre las jornadas 17 y 20 sobre el Gold Coast United, el Newcastle United Jets, el Melbourne Heart y el Adelaide United, que llevaron al Phoenix a ocupar la segunda colocación, aunque solo obtuvo siete puntos en las últimas siete fechas y terminó en la cuarta posición con 40 unidades en 27 partidos, clasificando por tercera vez consecutiva a los playoffs. En la primera ronda le ganó 3-2 al Sydney con goles de Brown, Sigmund e Ifill, mientras que en la segunda fase cayó ante el Perth Glory en tiempo extra, en donde el Glory marcó el gol que los dejó arriba en el marcador por 3-2.

### Debacle y renuncia de Herbert

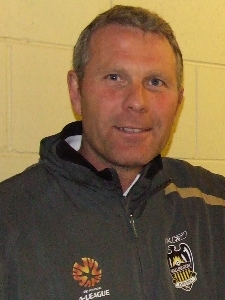
Ricki Herbert renunció a su cargo de director técnico durante la A-League 2012-13. Había dirigido al club desde su formación en 2007.

Para la edición 2012-13 de la máxima competición profesional de Australia y Nueva Zelanda, la franquicia wellingtoniana sumó a sus filas a tres jugadores de los All Whites, Jeremy Brockie, Glen Moss y Michael Boxall; y al belga Stein Huysegems como principales contrataciones aunque sufrió la pérdida de Tim Brown, quien decidió retirarse. Desde el principio del campeonato, el Phoenix nunca encontró regularidad y para los inicios de 2013, el club ocupaba la novena posición con 15 partidos jugados, acumulando 7 derrotas. En la fecha 16 alcanzó el último lugar, en la jornada posterior perdió 7-1 ante el Sydney y en la 20 perdió 5-0 con el Central Coast Mariners. El rendimiento del equipo no mejoró y, a cinco fechas del final, Ricki Herbert renunció a su cargo de entrenador y fue sucedido interinamente por su ayudante, Chris Greenacre, quien no pudo salvar al elenco neozelandés de terminar último en la tabla de posiciones por segunda vez en su historia.
Previo al inicio de la A-League 2013-14, en reemplazo de Herbert arribó el escocés Ernie Merrick, el técnico más exitoso en la historia de la A-League. Con la llegada del entrenador cinco jugadores fueron rescindidos de sus contratos, mientras que los costarricenses Kenny Cunningham y Carlos Hernández, quien ya había arreglado previamente con los Nix su llegada a mediados de febrero de 2013, fueron las principales contrataciones. También se sumaron al equipo varios juveniles, entre los que se destacaban Luke Adams, capitán de los Junior All Whites, y Reece Caira, internacional en la categoría Sub-20 de Australia.
Los Nix no pudieron ganar sino hasta la fecha 11, y a partir de allí lograron tres victorias consecutivas en las que se destacó Stein Huysegems. A principios de 2014, con la lesión de Paul Ifill, Merrick decidió contratar al fiyiano Roy Krishna. En la jornada 18 el club alcanzó los puestos de clasificación a los playoffs, pero varias lesiones en jugadores titulares desencadenaron una serie de estrepitosas derrotas que devolvieron al Phoenix a la novena colocación, donde finalizó la temporada.

### Primera vez líder y riesgo de desaparecer
La base se mantuvo para la temporada 2014-15. Arribaron cuatro refuerzos y solamente dejaron el club otros cuatro jugadores. En el primer partido oficial, los Nix cayeron 1-0 ante el Adelaide United por la FFA Cup, lo que representó el primer partido de copa del Phoenix.
Cuando la A-League llegó a la fecha 14 y tuvo un parate debido a la celebración de la Copa Asiática 2015 en Australia, el Phoenix estaba segundo con 28 puntos. Entre los jugadores más destacados en la buena actuación del club estaban los cuatro refuerzos, Roly Bonevacia, Alex Rodríguez, Michael McGlinchey y sobre todo Nathan Burns, quien con sus 10 goles se encontraba primero en la tabla de goleadores, lo que le valió la convocatoria para el torneo asiático con la selección australiana. Aún habiendo alcanzado la primera posición por primera vez en su historia, el club tuvo un debacle en su rendimiento en la segunda fase, por lo que terminó cuarto; mientras que en los playoffs fue eliminado por el Melbourne City en la primera ronda tras ser vencido por 2-0.
Para la edición 2015-16 el elenco perdió a varios de sus jugadores principales, entre ellos a Burns, Kenny Cunningham, Michael Boxall y Tyler Boyd; aunque por otra parte logró la contratación de Jeffrey Sarpong como reemplazo en la ofensiva. En el comienzo de la temporada, fue eliminado de la FFA Cup en dieciseisavos al caer 5-1 ante el Melbourne City, con un equipo compuesto en su mayoría de futbolistas de la reserva. Durante la liga el equipo tuvo diversas dificultades en relación con lesiones y jugadores con bajo nivel, como fue el caso de Sarpong, quien rescindió su contrato en enero de 2016. A su vez, la licencia que vinculaba al club con la A-League vencía al final del torneo y aunque los demás clubes participantes habían recibido extensiones hasta 2034, este no fue el caso del Phoenix, que se vio obligado a negociar por mayor tiempo y en otras condiciones su estadía en la liga. Mientras las negociaciones tuvieron lugar, existió una fuerte incertidumbre sobre el futuro del club, se reavivó el debate sobre si un elenco de Nueva Zelanda debía participar en la primera división de Australia y hasta hubo un intento de formar un club en Sídney como el eventual reemplazo. Finalmente, la FFA garantizo una extensión de diez años, con diversas limitaciones. En lo futbolístico, los Nix terminaron penúltimos con apenas 25 puntos.
Fue así como arribaron del Melbourne Victory Gui Finkler y Kosta Barbarouses, ambos con contratos por encima del límite salarial. Por otro lado, dejaron el club Manny Muscat, Ben Sigmund y Albert Riera. En la jornada nueve, el Wellington Phoenix perdió 2-0 ante el Adelaide United y quedó en la última posición. Ante esta situación, el entrenador Ernie Merrick decidió presentar su renuncia. Des Buckingham, el entrenador de porteros, se hizo cargo del equipo de manera interina, aunque posteriormente sería contratado hasta el final de la A-League 2016-17. Aunque el elenco subió varias posiciones, no pudo clasificar a los playoffs y terminó séptimo.

### Arribo de Kalezić
El bosnio Darije Kalezić fue contratado como entrenador de cara a la temporada 2017-18 y debió hacer frente a la salida de varios jugadores importantes como Barbarouses, Roly Bonevacia, Alex Rodríguez y Glen Moss. Para la jornada 21 el equipo se encontraba en la última posición, por lo que Kalezić fue despedido y remplazado por Chris Greenacre, quien nuevamente se hacía cargo del elenco de manera interina. A pesar de que bajo el mando del nuevo entrenador el equipo continuó en líneas generales con los malos resultados, la victoria 2-1 sobre el Melbourne City en la última fecha permitió evitar el último lugar, al superar por apenas un punto al Central Coast Mariners.

## Uniforme
Inicialmente el uniforme del equipo lo confeccionaba la marca estadounidense Reebok. La primera camiseta del Phoenix era negra con el tercio superior amarillo, aunque este diseño fue utilizado solamente en la pretemporada de 2007. A partir de la primera temporada, el club comenzó a vestir un diseño negro con detalles blancos y amarillos. En 2009 se adquirió el modelo actual, rayas verticales amarillas y negras. Adidas firmó un contrato en 2011 y desde entonces es la empresa encargada de producir las camisetas del Wellington Phoenix.
Desde su fundación, el patrocinador principal había sido la marca japonesa Sony; aunque la empresa redujo su participación en la A-League en 2013 y en consecuencia, rescindió su contrato con los Nix. En su reemplazo apareció la compañía de telefonía móvil china Huawei.
| 2007      | 2007-2009 | 2009-2011     | 2011-2013 | 2013-2015 |
| 2015-2017 | 2017-2018 | 2018-presente |           |           |

### Indumentaria y patrocinador
| Período       | Indumentaria |
| ------------- | ------------ |
| 2007-2009     | Reebok       |
| 2009-presente | Adidas       |

| Período       | Patrocinador |
| ------------- | ------------ |
| 2007-2013     | Sony         |
| 2013-presente | Huawei       |

## Estadio

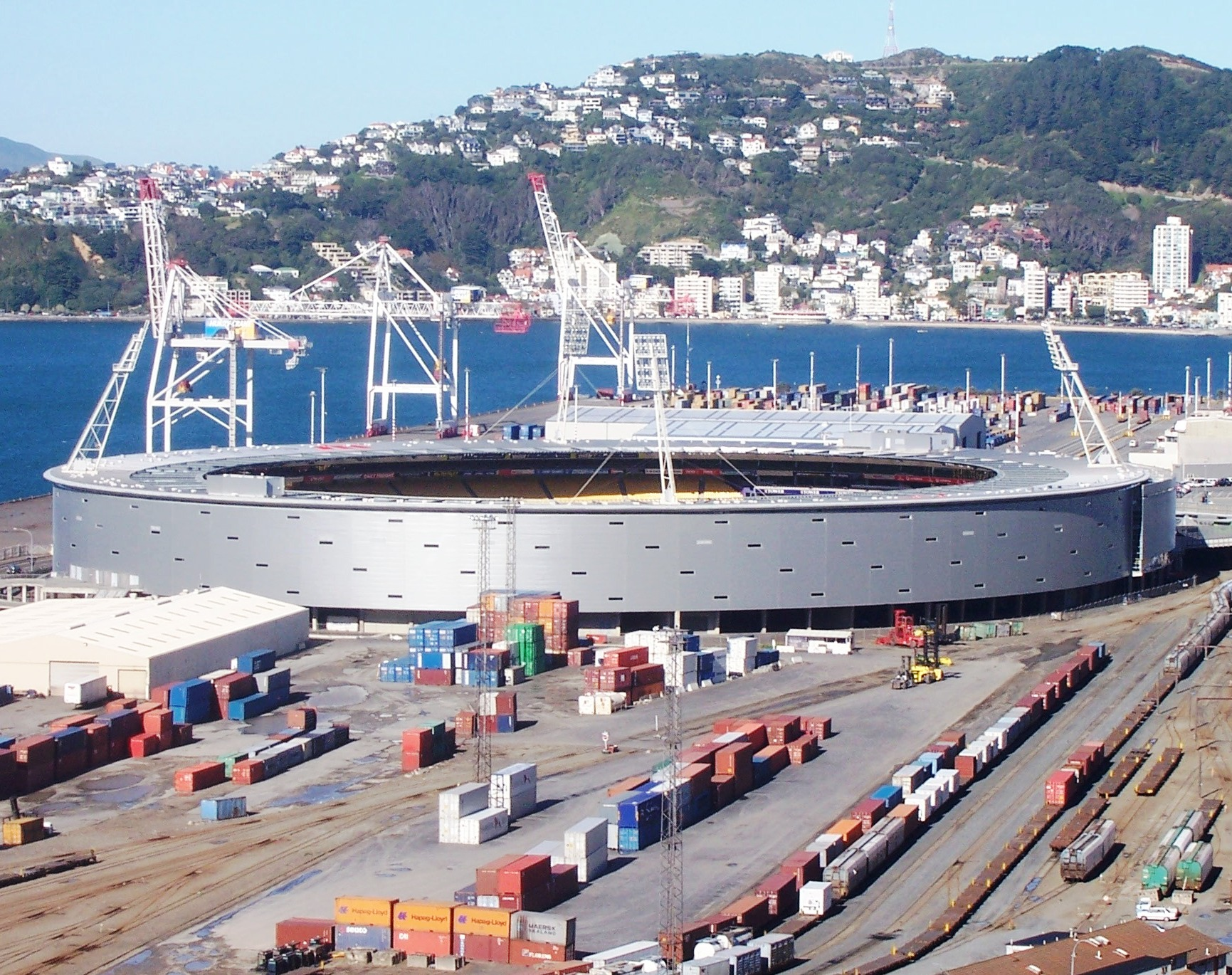
Vista externa del Westpac Stadium.

El recinto que el Phoenix utiliza para jugar de local es el Estadio Regional de Wellington, llamado Westpac Stadium por razones publicitarias y Cake Tin por los aficionados en general. Localizado en el centro de Wellington, tiene capacidad para 36 000 espectadores.
Fue construido en 1999, inaugurado el 3 de enero del 2000 y es sede también de los equipos wellingtonianos de Super Rugby, National Provincial Championship y Australian Football League. Además, acoge encuentros de la selección neozelandesa de rugby y de la de críquet.
Debido a que la asistencia promedio del estadio rondaba entre 7000 y 8000 personas, el Westpac dejó de ser económicamente rentable para el Wellington, por lo que a principios de 2014 la directiva y el consejo de Lower Hutt habían comenzado a analizar la construcción de un estadio con una capacidad de 12 000 asientos ubicado en el suburbio de Petone que sería inaugurado recién para la A-League 2016-17. El proyecto estaba pensado para costar entre 44 y 48 millones de dólares neozelandeses. Sin embargo, el consejo de dicha ciudad votó en contra de la propuesta, y el proyecto completo fue rechazado.
El club también juega algunos partidos en estadios localizados en otras ciudades del país como el Eden Park de Auckland, el Estadio AMI de Christchurch, el McLean Park de Napier y el Forsyth Barr de Dunedin, entre otros.

## Afición

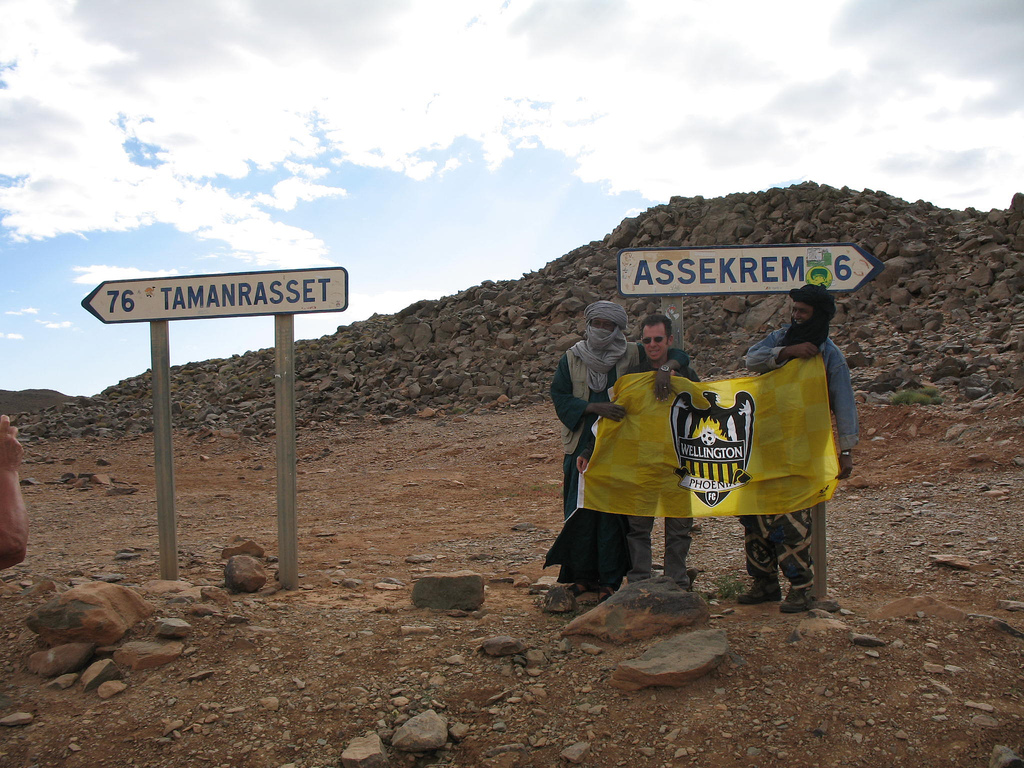
Un hincha del Phoenix en Argelia.

La afición del Wellington Phoenix es conocida como Yellow Fever. Su nombre está basado en la forma inglesa de fiebre amarilla y fue formada el 20 de marzo de 2007, un día después de la creación de los Nix por Mike Greene. Desde entonces, han abierto un foro donde se discute de todos los temas relacionados al fútbol neozelandés y una revista en línea, In the Zone, considerada la más importante del país en el rubro del fútbol. Organizan también eventos de asistencia a los estadios de Australia y el New Zealand Freestyle Football Championship, un torneo de una de las variantes del fútbol, en donde el objetivo no es marcar goles sino dar una exhibición de habilidad con el balón.
El club nunca logró atraer el interés de la mayoría del público wellingtoniano y generalmente promedia entre 7000 y 8000 espectadores por temporada, lo que representa uno de los números más bajos de la A-League.

## Datos del club
- Temporadas en la A-League: 11
- Posición histórica: 8.º

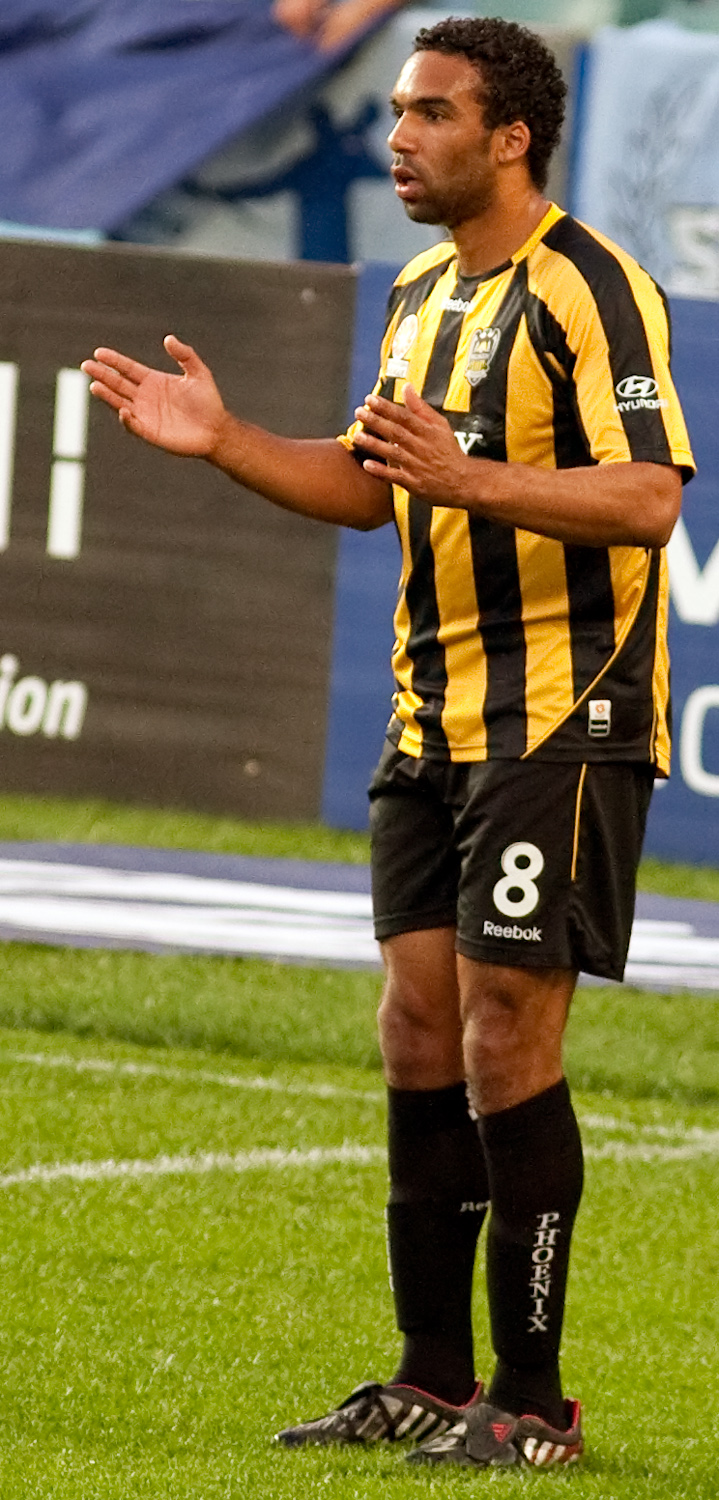
El barbadense Paul Ifill es el segundo máximo goleador en la historia del club.

- Mejor puesto en la temporada regular: 4.º (2009-10, 2011-12 y 2014-15)[18][32][53]
- Peor puesto en la temporada regular: 10.º (2012-13)[42]
- Mejor puesto en la fase final: Final preliminar (2009-10)[21]
- Mayor goleada conseguida: 6-0 vs. Gold Coast United (Fecha 11, temporada 2009-10)[17]
- Mayor goleada encajada: 7-1 vs. Sydney (Fecha 17, temporada 2012-13)[40]

### Goleadores
| #    | Jugador         | Nacionalidad  | Años                 | Goles |
| ---- | --------------- | ------------- | -------------------- | ----- |
| 1.º  | Roy Krishna     | Fiyi          | 2014-2019            | 52    |
| 2.º  | Paul Ifill      | Barbados      | 2009-2014            | 33    |
| 3.º  | Shane Smeltz    | Nueva Zelanda | 2007-2009, 2016-2017 | 24    |
| 4.º  | Jeremy Brockie  | Nueva Zelanda | 2012-2014            | 23    |
| 5.º  | Tim Brown       | Nueva Zelanda | 2007-2012            | 23    |
| 6.º  | Chris Greenacre | Inglaterra    | 2009-2012            | 19    |
| 7.º  | Stein Huysegems | Bélgica       | 2012-2014            | 15    |
| 8.º  | Roly Bonevacia  | Curazao       | 2014-2017            | 14    |
| 9.º  | Nathan Burns    | Australia     | 2014-2015, 2018-2019 | 13    |
| 10.º | Ulises Dávila   | México        | 2019-presente        | 12    |

### Más partidos disputados
| #    | Jugador        | Nacionalidad  | Años                     | Partidos |
| ---- | -------------- | ------------- | ------------------------ | -------- |
| 1.º  | Andrew Durante | Nueva Zelanda | 2008-2019                | 277      |
| 2.º  | Vince Lia      | Australia     | 2007-2017                | 199      |
| 3.º  | Manny Muscat   | Malta         | 2008-2016                | 194      |
| 4.º  | Ben Sigmund    | Nueva Zelanda | 2008-2016                | 184      |
| 5.º  | Glen Moss      | Nueva Zelanda | 2007-2009, 2012-2017     | 143      |
| 6.º  | Tony Lochhead  | Nueva Zelanda | 2007-2013                | 131      |
| 7.º  | Leo Bertos     | Nueva Zelanda | 2008-2014                | 127      |
| 8.º  | Roy Krishna    | Fiyi          | 2014-2019                | 126      |
| 9.º  | Louis Fenton   | Nueva Zelanda | 2012-2017, 2018-presente | 114      |
| 10.º | Tim Brown      | Nueva Zelanda | 2007-2012                | 113      |

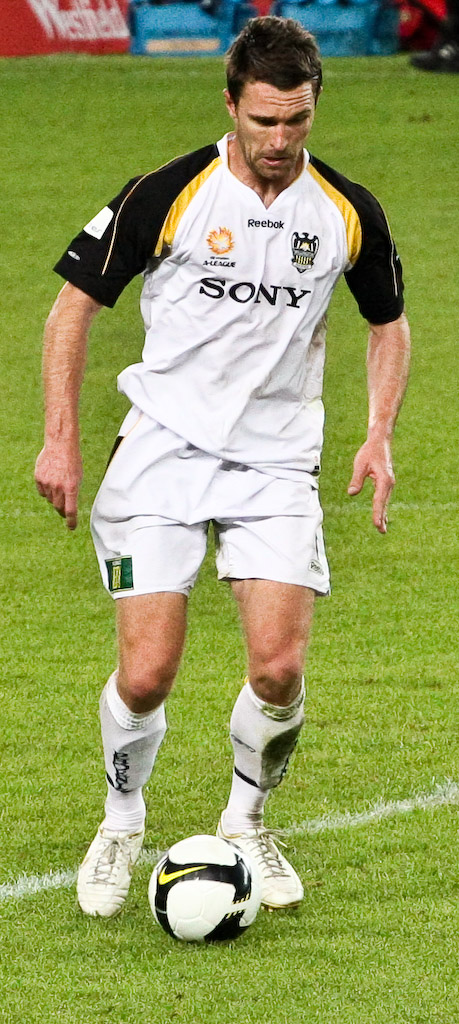
Tim Brown desempeñó los últimos cinco años de su carrera, de 2007 a 2012, en el Wellington Phoenix.

Al ser el único club profesional de Nueva Zelanda, en el Wellington Phoenix suelen jugar una gran cantidad de jugadores que integran generalmente las convocatorias de los All Whites, así como las categorías inferiores Sub-23, Sub-20 y Sub-17. Ejemplos de esto son: Kosta Barbarouses, Leo Bertos, Jeremy Brockie, Tim Brown, Vaughan Coveny, Andrew Durante, Simon Elliott, Tony Lochhead, Glen Moss, Michael McGlinchey, Mark Paston, Marco Rojas, Ben Sigmund y Shane Smeltz, entre otros.
En la historia del club también pasaron jugadores que representaron a otros países como es el caso de Paul Ifill, internacional con Barbados entre 2004 y 2008, Kenny Cunningham, que formó parte del exitoso proceso clasificatorio al Mundial 2014 con Costa Rica, Manny Muscat, que representa a Malta, Stein Huysegems, quien ha jugado 16 encuentros con Bélgica entre 2004 y 2009, Nathan Burns, quien fue parte del plantel australiano campeón de la Copa Asiática 2015 durante su estadía con el Phoenix, así como otros futbolistas que son internacionales con otros países de Oceanía. Tal es el caso del salomonense Benjamin Totori y del fiyiano Roy Krishna.

### Cantera
El Phoenix en un principio contaba con el Team Wellington, participante de la liga neozelandesa, como feeder club, ya que este le proporcionaba jugadores cuando los necesitaba. A mediados de 2012 la directiva de los Nix creó una escuela de excelencia. Constaba de una serie de jugadores, de no más de 20 años, que se desempeñaban en otros clubes, pero que podían ser llamados para disputar algún partido cuando el Wellington lo requiriese. Los futbolistas recibían entrenamiento y especial atención para adaptarlos al fútbol profesional. Sin embargo, la idea no perduró y la escuela se disolvió en 2013. En su lugar fue creada la Phoenix Academy, que funciona como sistema de divisiones inferiores para el club.
En 2014 la directiva elevó un pedido a la Asociación de Fútbol de Nueva Zelanda para ingresar un equipo filial a la liga neozelandesa. Fue aceptado y el Wellington Phoenix Reserves se convirtió en el noveno club de la ASB Premiership a partir de la temporada 2014-15. Aunque cualquier futbolista del WeeNix puede participar con el primer equipo, tres jugadores tienen la posibilidad de poseer un contrato profesional, como el resto de los equipos de la liga con sus escuadras filiales. Más adelante el cuadro consiguió también un lugar en la Liga Juvenil de Nueva Zelanda, competición sub-20 del país, aunque el Phoenix presenta un equipo compuesto por jugadores sub-17. Posteriormente, en 2015, la directiva del club se asoció con el Wellington United, participante de la Central Premier League, una de las ligas regionales que tienen lugar durante el inverno en Nueva Zelanda. Esto posibilita a los integrantes de la academia ser parte en la plantilla del club y disputar partidos competitivos durante el receso tanto de la A-League como del torneo neozelandés.

### Premios
| Temporada | Jugador del año de Huawei | Jugador del año de los miembros | Jugador del año de los jugadores | Jugador del año de la prensa | Jugador del año Sub-23 | Bota de oro         |
| --------- | ------------------------- | ------------------------------- | -------------------------------- | ---------------------------- | ---------------------- | ------------------- |
| 2007-08   | Shane Smeltz              | Shane Smeltz                    | Shane Smeltz                     | Shane Smeltz                 | No entregado           | Shane Smeltz        |
| 2008-09   | Leo Bertos                | Ben Sigmund                     | Shane Smeltz                     | Shane Smeltz                 | No entregado           | Shane Smeltz        |
| 2009-10   | Andrew Durante            | Paul Ifill                      | Paul Ifill                       | Paul Ifill                   | Troy Hearfield         | Paul Ifill          |
| 2010-11   | Ben Sigmund               | Manny Muscat                    | Manny Muscat                     | Marco Rojas                  | Marco Rojas            | Chris Greenacre     |
| 2011-12   | Ben Sigmund               | Ben Sigmund                     | Ben Sigmund                      | Ben Sigmund                  | No entregado           | Paul Ifill          |
| 2012-13   | Andrew Durante            | No entregado                    | Jeremy Brockie                   | No entregado                 | Louis Fenton           | Jeremy Brockie      |
| 2013-14   | Albert Riera              | No entregado                    | Vince Lia                        | No entregado                 | Tyler Boyd             | Stein Huysegems     |
| 2014-15   | Nathan Burns              | No entregado                    | Nathan Burns                     | No entregado                 | Roly Bonevacia         | Nathan Burns        |
| 2015-16   | Glen Moss                 | No entregado                    | Glen Moss                        | No entregado                 | Dylan Fox              | Blake Powell        |
| 2016-17   | Kosta Barbarouses         | No entregado                    | Roy Krishna                      | No entregado                 | Jacob Tratt            | Roy Krishna         |
| 2017-18   | Roy Krishna               | No entregado                    | Dylan Fox                        | No entregado                 | Matt Ridenton          | Andrija Kaluđerović |

## Entrenadores

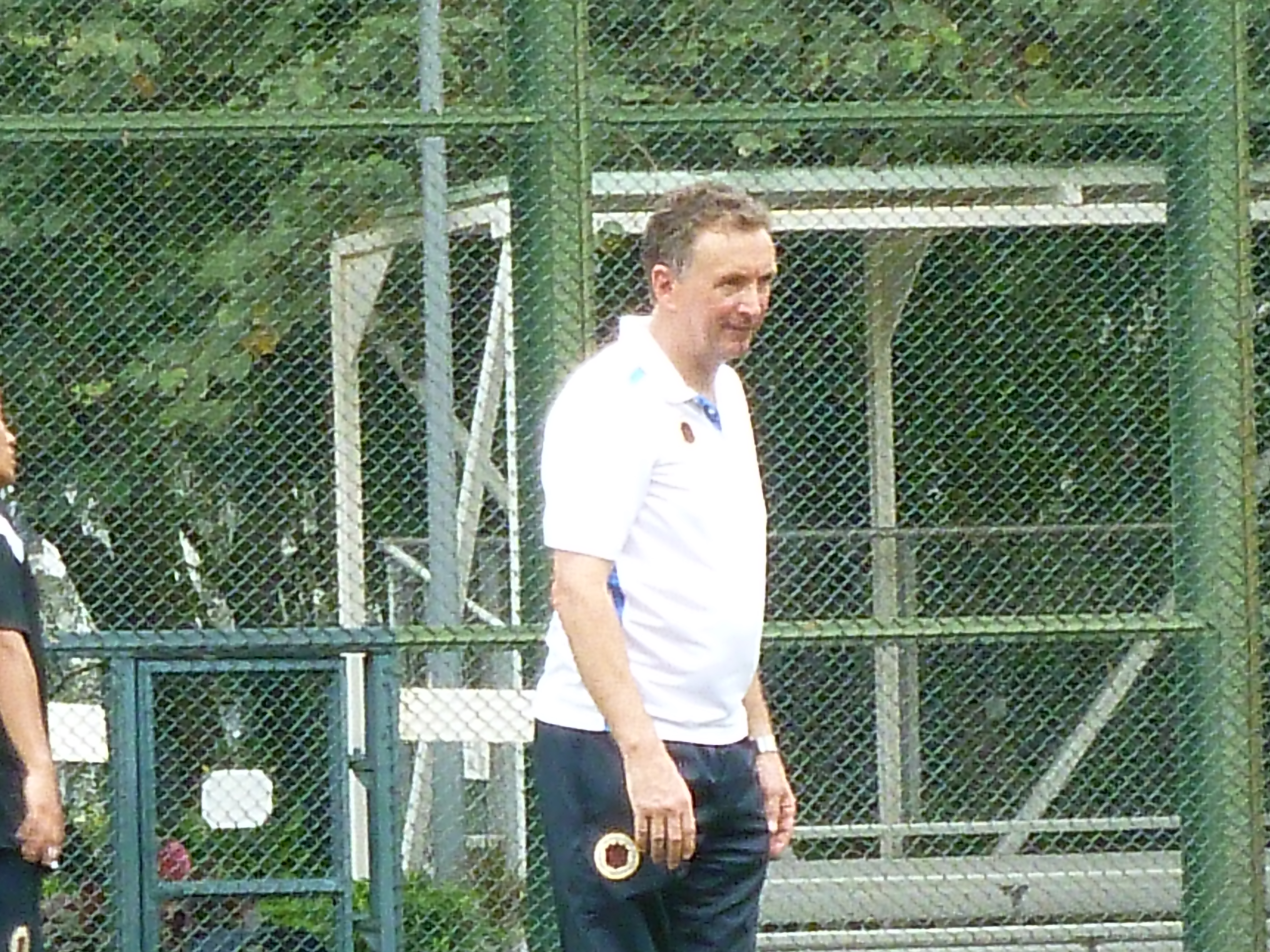
Ernie Merrick fue el director técnico del equipo entre la temporada 2013-14 y la 2016-17.

El primer entrenador en la historia del club fue Ricki Herbert. El neozelandés tomó las riendas del equipo en 2007 luego de haberse hecho cargo interinamente de los New Zealand Knights y clasificó al equipo en tres ocasiones a los playoffs, aunque también lo llevó a ocupar el último lugar en dos ocasiones. Pero mientras estaba a cargo de los Nix, Herbert era director técnico también de la selección de Nueva Zelanda y cuando el club estaba 10.º de diez equipos en la tabla de posiciones durante la A-League 2012-13, dejó el Phoenix el 26 de febrero de 2013 alegando que quería concentrarse en los All Whites de cara al repechaje ante México por un lugar en la Copa Mundial de 2014. Lo sucedió de manera interina su asistente, Chris Greenacre, quien dirigió al Wellington en los últimos cinco partidos de la temporada.
Para la edición 2013-14 de la liga de Australasia, la directiva contrató al escocés Ernie Merrick, quien había ganado la A-League en dos ocasiones al frente del Melbourne Victory. A pesar de que durante la 2014-15 logró que el elenco ocupara la primera posición por primera vez en la historia, en el resto de los torneos tuvo participaciones irregulares y renunció a su cargo a finales de 2016. Fue remplazado por Des Buckingham, al principio de manera interina y luego de forma definitiva hasta el final de la A-League 2016-17.
Una vez terminada la competición, el bosnio Darije Kalezić se hizo cargo del rol de entrenador del equipo, aunque a finales de la temporada 2017-18 decidió renunciar, por lo que su cargo lo tomó interinamente Chris Greenacre hasta que el australiano Mark Rudan fue contratado.
| País                 | Nombre             | Desde                   | Hasta                  |
| -------------------- | ------------------ | ----------------------- | ---------------------- |
| Nueva Zelanda        | Ricki Herbert      | 26 de agosto de 2007    | 24 de febrero de 2013  |
| Inglaterra           | Chris Greenacre    | 27 de febrero de 2013   | 31 de marzo de 2013    |
| Escocia              | Ernie Merrick      | 13 de octubre de 2013   | 4 de diciembre de 2016 |
| Inglaterra           | Chris Greenacre    | 10 de diciembre de 2016 | 1 de enero de 2017     |
| Inglaterra           | Des Buckingham     | 10 de diciembre de 2016 | 16 de abril de 2017    |
| Bosnia y Herzegovina | Darije Kalezić     | 8 de octubre de 2017    | 23 de febrero de 2018  |
| Inglaterra           | Chris Greenacre    | 10 de marzo de 2018     | 14 de abril de 2018    |
| Australia            | Marko Rudan        | 21 de octubre de 2018   | 3 de mayo de 2019      |
| Australia            | Ufuk Talay         | 13 de octubre de 2019   | 6 de mayo de 2023      |
| Australia            | Giancarlo Italiano | 6 de mayo de 2023       | Presente               |